# Iso Heinäjärvi
Iso Heinäjärvi eller Heinäjärvi är en sjö i Finland. Den ligger i kommunen Kides i landskapet Norra Karelen, i den sydöstra delen av landet, 400 km nordost om huvudstaden Helsingfors. Iso Heinäjärvi ligger 102,9 meter över havet. I omgivningarna runt Iso Heinäjärvi växer i huvudsak blandskog. Den är 36 meter djup. Arean är 3,51 kvadratkilometer och strandlinjen är 13,42 kilometer lång. Sjön  ingår i Tohmajokis huvudavrinningsområde. 